# Justino, un asesino de la tercera edad
Justino, un asesino de la tercera edad es un largometraje español del director Santiago Aguilar Alvear, estrenado en 1994.

## Sinopsis
Justino, un anciano recién jubilado como puntillero de una plaza de toros, ha descubierto una manera provechosa de ocupar su tiempo de ocio sin olvidar su antigua profesión. Su amistad con Sansoncito —un almohadillero— se va entretejiendo con una carrera criminal poco común. Sus tropelías le hacen reintegrarse en la sociedad, en lugar de marginarlo. Aunque su móvil no es el dinero, ha encontrado una manera fácil de conseguirlo.

## Protagonistas
(Por orden de aparición.)
| - Saturnino García (Justino) - Juanjo Puigcorbé (el empresario) - Carlos Lucas (Darío "Sansoncito") - Alicia Hermida (Doña Pura) - José Alias (el portero) - Carlos de Gabriel (Carlos) - Rosario Santesmases (Ana) - Francisco Maestre (Renco) - Fausto Talón (Fausto) - Carmen Segarra (Reme) - Concha Salinas (Angelines) - Vicky Lagos (la Chata) - Popocho Ayestarán (maitre) - Javier Jiménez (un cliente) - Juana Cordero (la enfermera) - Fernando Vivanco (Dr. Larruscain II) | - Marta Fernández Muro (Cova) - Ana Sáez (la muerta del Metro) - Darío Paso (el macarra pequeño) - Marcos León (el macarra mayor) - Félix Rotaeta (Compro-Todo) - Jaime Otero y Tin Sierra (dos basureros) - Enrique Villén (el borracho) - Manuel Millán (el poli novato) - Juan Polanco (el poli gordo) - Alicia Sánchez (la gobernanta) - Víctor Villate (Insp. Vázquez) - Víctor Coyote Abundancia (Insp. Vargas) - Julio Escalada (Gálvez) - Ángel Plana (García) - Ramón Barea (Insp. Arsenio) - Jesús Alcaide (Insp. Antolín) |

## Premios
IX edición de los Premios Goya
| Categoría              | Candidato        | Resultado |
| ---------------------- | ---------------- | --------- |
| Mejor director novel   | La Cuadrilla     | Ganadores |
| Mejor actor revelación | Saturnino García | Ganador   |

Medallas del Círculo de Escritores Cinematográficos de 1994
| Categoría         | Candidato    | Resultado |
| ----------------- | ------------ | --------- |
| Premio revelación | La Cuadrilla | Ganadores |

- Premio Exaequo a la mejor película en el Festival Internacional de Stiges (1994).

- Mejor actor (Saturnino Gracia), Sitges (1995).

- Premio de la Unión de Críticos Cinematográficos (1995).

- Mejor guion en el Festival de Cine de Humor de Peñíscola.

- Mejor actor secundario (Carlos Lucas) en el Festival de Cine de Humor de Peñíscola.

- Premio al mejor guion en el Festival de Cine de Alcalá de Henares (1995).

## Formatos editados
- VHS (Manga films, 1996).
- DVD (Manga films; edicición 10.º aniversario, Suevia 2005).
- CD con la VSO (K Industria).
- Guion en libro: España por la puerta de atrás: dos guiones escritos por La Cuadrilla, Mario Ayuso ed., 1996.